# Leonardo Moledo
Pablo Leonardo Moledo (Buenos Aires, 20 de febrer de 1947 - 9 d'agost de 2014) va ser un escriptor, matemàtic i periodista científic argentí. Va ser un docent universitari especialitzat en temes culturals i científics i va destacar com a autor de llibres de difusió científica per a nens i joves. De 2000 a 2007 va ser el director del Planetari Galileo Galilei de Buenos Aires.

## Biografia
Després d'estudiar en el Colegio Nacional de Buenos Aires es va llicenciar en Ciències Matemàtiques a la Facultat de Ciències Exactes i Naturals de la Universitat de Buenos Aires. Va seguir la carrera científica treballant per al Consejo Nacional de Investigaciones Científicas y Técnicas (CONICET). Al mateix temps va cursar Història a la Facultat de Filosofia i Lletres (UBA).
Ha desenvolupat una reeixida carrera en el periodisme científic i la divulgació. Va ser professor titular de Periodisme Científic a la Facultat de Ciències Socials de la UBA i també professor de Problemàtica de la Ciència i Periodisme Científic a la Universitat Nacional d'Entre Ríos.
La seva tasca com divulgador científic es completa amb notes, columnes i reportatges en diversos periòdics, principalment Página/12, on és director del suplement de ciències Futuro, i amb programes que ha realitzat en les ràdios Municipal i Rivadavia, ambdues de la ciutat de Buenos Aires. També va ser guionista del cicle televisiu Ciencia y Conciencia que es va emetre pel Canal 13 el 1989.
El 1994 va rebre el diploma al mèrit de la Fundación Konex com a Millor figura en la ciència-ficció. El 1997 va rebre un altre premi Konex, el Diploma al mèrit com a Millor figura de l'última dècada en la categoria "Comunicació - Periodisme Argentí". De 2000 a 2007 va ser el director del Planetari Galileo Galilei de la ciutat de Buenos Aires, a més de Professor de la Universitat de Buenos Aires, de la Universitat Nacional de Quilmes i de la Universitat Nacional d'Entre Ríos.

## Obra
En el camp de la creació literària ha destacat com a autor de:
- Tres novel·les

La mala guita (1976)
Verídico informe sobre la ciudad de Bree (1985)
Tela de Juicio (1987)
- Dues peces teatrals (estrenades en el Centro Cultural General San Martín)

Las reglas del juego (1985)
El regreso al hogar (1987)
- Llibres de divulgació científica per a totes les edats, entre els quals:

De las Tortugas a las estrellas (1995)
La evolución (para niños, 1995)
El Big Bang (para niños, 1995)
Dioses y demonios en el átomo (1996)
Curiosidades del Planeta Tierra (1997)
La relatividad del movimiento (para niños, 1997)
Curiosidades de la ciencia (2000)
Diez teorías que conmovieron al mundo (I y II), (Coautor: Esteban Magnani, 2006)
El café de los científicos, sobre Dios y otros debates , (Coautor: Martín de Ambrosio, 2006)
El café de los científicos (II), de Einstein a la clonación, (Coautor: Martín de Ambrosio, 2007)
La leyenda de las estrellas (2007)
Lavar los platos (Coautor: Ignacio Jawtuschenko)(2008)
Los mitos de la ciencia (2008)
El último café de los científicos (Coautor: Javier Vidal, 2011)
- Nombrosos contes, alguns inclosos en antologies de ciència-ficció, i publicats en diaris destacats de la premsa argentina (Clarín, Página/12) i en revistes com El Pendulo i Minotauro.
- El 1996 va escriure una Agenda Científica i la sèrie de fasciucles Un viaje por el universo, ambdós editats pel diari argentí Página/12.
- Des del 10 d'octubre de 2012 fins al 24 de juliol de 2013 publicà a Página/12 una col·lecció de quaranta fascicles que desenvolupen la història de la ciència i els seus principals postulats. Aquests van ser compilats després en format de llibre sota el títol Historia de la ideas científicas (de Tales de Mileto a la máquina de Dios), il·lustrats per Milo Lockett. Va ser la seva última publicació, realitzada en 2014, i en coautoria amb Nicolás Olszevicki. El llibre es proposa ser la "primera història general de la ciència assajada de l'Argentina en els últims 50 anys".[1]